# 四重奏
在音樂中，四重奏（英語：quartet）是合奏的一種，是指使用四種不同的樂器演奏的樂曲，而四人合唱的歌曲則稱為四重唱。在古典音樂的領域，四重奏是最常採用的組合，當中以絃樂四重奏的數量最多，不少古典音樂時期及浪漫音樂時期的作曲家均有創作絃樂四重奏。

## 古典音樂

### 絃樂四重奏

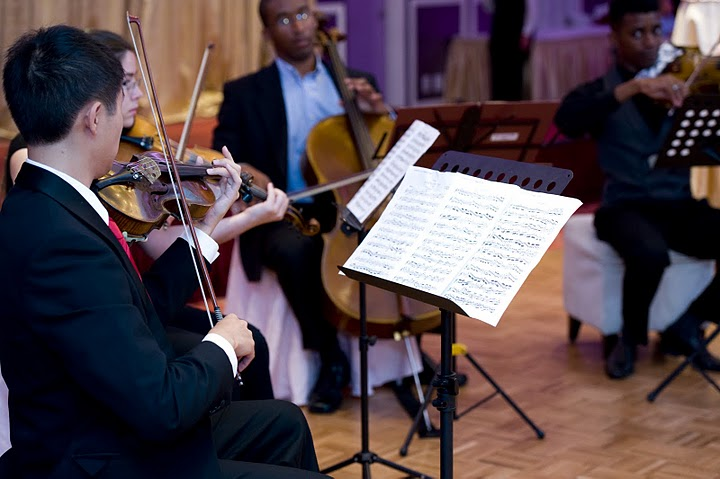
一隊演奏中的絃樂四重奏，由左至右為：第一小提琴、第二小提琴、中提琴、大提琴。

絃樂四重奏由二支小提琴、一支中提琴及一支大提琴所組成。這樣的組合剛好涵蓋了聲樂中的不同音域：小提琴為女高音及女低音、中提琴為男高音、大提琴為男低音，因此能夠覆蓋最廣闊的音域，因此特別受到作曲家的喜愛。
以下是以創作絃樂四重奏而著名的作曲家：
- 鮑凱利尼：91首
- 海頓：68首
- 莫扎特：23首
- 貝多芬：16首
- 孟德爾遜：6首
- 布拉姆斯：3首
- 德沃夏克：14首
- 鮑羅丁：2首
- 巴托克：6首
- 伊莉莎白·麥康奇（英语：Elizabeth Maconchy）：13首
- 米堯：18首
- 魏拉-羅伯士：17首
- 蕭斯達高維契：15首[3]
- 韋恩堡：17首

巴洛克晚期至古典初期，絃樂四重奏亦有其他組合，如卡爾·斯塔米茨創作了六首使用了二支中提琴的絃樂四重奏（小提琴只有一支），约翰·格奥尔格·阿尔布雷希茨贝格的絃樂四重奏則用了兩支大提琴。

### 鋼琴四重奏
鋼琴四重奏也是於古典室樂中較常用的組合，當中小提琴、中提琴及大提琴各用一支，而第四款樂器則為鋼琴。貝多芬、布拉姆斯及孟德爾遜皆各寫了三首鋼琴四重奏；莫扎特、德伏扎克及佛瑞亦各寫了兩首；而梅湘的《時間終結四重奏》則把中提琴換成為單簧管。

### 木管四重奏
形式與絃樂四重奏相近，只是把相對的絃樂器換成為木管樂器，即長笛、雙簧管代替兩部小提琴；單簧管因有着較廣闊的音域而替代中提琴；巴松管替代大提琴。而薩克管及單簧管因備有不同音域的型號，在十九世紀後期起亦開設興起一些特別為薩克管或單簧管家族而作的四重奏，辛格利完成了第一首薩克管四重奏，而葛拉祖諾夫作品105的薩克管四重奏亦成為了薩克管合奏的常備曲目，另外納爾戈爾也創作了三首薩克管四重奏。
另外，以一支木管樂器配上小提琴、中提琴及大提琴各一支的組合，在古典時期及浪漫時期亦是較常見。雖然並不是全部皆用上木管樂器，但在命名上，通常都以該木管樂器來起名，如「單簧管四重奏」，而在巴洛克時期或以前盛行的直笛，也因備有不同的尺寸，都曾被用作演奏康索特音樂。

### 聲樂四重唱
當樂器換成為人聲無伴奏合唱時，同樣可構成四重唱，最常的組合是女高音、女低音、男高音及男低音各1名；亦有全女聲的組合（兩名女高音、一名女中音及一名女低音）或全男聲（兩名男高音、一名男中音、一名男低音）的組合。

### 其他類型
貝多芬曾經為四支長號而寫成了WoO30的《三首平均曲》。

## 爵士樂
在爵士樂隊、爵士音樂或融合爵士樂中，採用四人組合亦十分常見。一般而言，以單簧管、薩克管或小號為主奏樂器；以電結他、鋼琴、電風琴或其他的鍵盤樂器、顫音琴等的和弦伴奏樂器；以低音提琴或低音結他的低音樂器，以及中套爵士鼓。間中，主奏樂器和鍵盤樂器可以互相取代，讓某一類樂器有兩名成員，不過低音樂器及爵士鼓通常均為固定。

## 流行音樂

### 搖滾音樂
流行或搖滾音樂的四人組合，通常包括了兩支電結他、一支低音結他以及一套爵士鼓，第二電結他有時可以由鍵盤樂器或其他獨奏樂器代替。而電子音樂的普及，亦令DJ音樂混音器也成為了的構成重要部份。